# 1595
1595 (MDXCV) je bilo navadno leto, ki se je po gregorijanskem koledarju začelo na nedeljo, po 10 dni počasnejšem julijanskem koledarju pa na sredo.

## Dogodki
- Varšava postane poljska prestolnica.

## Rojstva
- 9. junij - Vladislav IV. Poljski († 1648)

Neznan datum
- Bogdan Hmelnicki, rusinski plemič in vodja upora Zaporoških kozakov († 1657)

## Smrti
- 26. maj - Filip Neri, italijanski duhovnik, mistik in ustanovitelj kongregacije oratorijancev (* 1515)